# Tipula utahicola
Tipula utahicola är en tvåvingeart som beskrevs av Alexander 1948. Tipula utahicola ingår i släktet Tipula och familjen storharkrankar. Inga underarter finns listade i Catalogue of Life.